# بیماری‌های تناسلی مرد
بیماری‌های تناسلی مرد (به انگلیسی: Male genital disease) به تمامی مشکلات و بیماری‌هایی گفته می‌شود که دستگاه تولید مثل در مردان را دچار سازد. یک مثال عمده از این بیماری‌ها ورم بیضه است.